# تل حلاوة
تل حلاوة هو تل أثري قديم في بادية الجزيرة السورية عند الكتف الأيسر لبحيرة الأسد في محافظة الرقة في سوريا وتبلغ مساحته 10 هكتار. قامت بالقرب منه وعلى مسافة 1كم، القرية التي سميت باسمه حلاوة.
كشفت الحفريات الأثرية في حلاوة عن مباني ومكتشفات عديدة منها قاعة لمعبد قديم إضافة لغرف ومستودعات للحبوب ومساكن ومواقد طبخ وأفران خبز تعود للألف الثاني قبل الميلاد. والعمل جار للكشف عن بقية أجزاء هذا الموقع الذي يتبين بأنه كان محاطا بسور يرتفع إلى خمسة أمتار. وفي الجهة الشمالية الشرقية اكتشفت مقابر محفورة ضمن الصخور متوضعة عند أقدام السور الأثري بأسلوب مميز وآثار تدل على حضارة عريقة قامت في هذا الموقع من سورية.